# Shirahama (Chiba)
Shirahama (Japans: 白浜町; -machi) was een gemeente in het District Awa van de prefectuur Chiba, Japan.
In 2003 had de gemeente 5807 inwoners en een bevolkingsdichtheid van 340,19 inw/km². De totale oppervlakte bedroeg 17,07 km².
Op 20 maart 2006 smolten de gemeenten Tomiura, Tomiyama, Miyoshi, Shirahama, Chikura, Maruyama en Wada (allen van het District Awa) samen tot de nieuwe stad Minamiboso. Door deze fusie hield de gemeente op te bestaan als zelfstandige entiteit. Voor de fusie stond Shirahama bekend als Shirahama-machi in het Japans. Nadien werd het Shirahama-cho. Zowel "machi" als "cho" worden op dezelfde manier geschreven in het Japans maar worden op een verschillende manier uitgesproken. De verandering is er gekomen om duidelijk te maken dat Shirahama nu een wijk is van de stad Minamiboso.